# Nourkhon Youlacheva
Nourkhon (Нурхон, née Nourkhon Youlacheva) est une actrice du peuple ouzbek du début du XXe siècle. Née à Marguilan, dans l'oblast de Ferghana (Empire russe ; aujourd'hui dans la province de Ferghana, dans l'est de l'Ouzbékistan), Nourkhon a été une des premières femmes d'Ouzbékistan à danser sans le voile à l'image de sa collègue Tursunoy Saidazimova.
Nourkhon fut assassinée par son frère, sur ordre du père, pour avoir dansé non voilée en 1929. Les autorités soviétiques lui ont rendu des honneurs comme héroïne de l'émancipation féminine et modèle des femmes du peuple. Une statue de Nourkhon a été érigée après sa mort à Marguilan, sa ville natale.
Le monument à Nourkhon a été enlevé peu après que la République socialiste soviétique d'Ouzbékistan est devenue un État indépendant le 31 août 1991. La statue de cette jeune femme fut jugée inconvenante pour la période post-soviétique. Dans la ville de Ferghana il y a encore une salle de cinéma qui porte son nom.
Nourkhon est devenue l'héroïne d'une pièce de théâtre soviétique par Kamil Yashin aux temps de Staline.